# Adrien Backscheider
Adrien Backscheider (Metz, 7 de agosto de 1992) es un deportista francés que compite en esquí de fondo. 
Participó en dos Juegos Olímpicos de Invierno, entre los años 2014 y 2018, obteniendo una medalla de bronce en Pyeongchang 2018, en el relevo 4 × 10 km (junto con Jean-Marc Gaillard, Maurice Manificat, Clément Parisse).
Ganó dos medallas de bronce en el Campeonato Mundial de Esquí Nórdico, en los años 2015 y 2019.

## Palmarés internacional
| Juegos Olímpicos   | Juegos Olímpicos            | Juegos Olímpicos  | Juegos Olímpicos |
| Año                | Lugar                       | Medalla           | Prueba           |
| ------------------ | --------------------------- | ----------------- | ---------------- |
| 2018               | Pyeongchang (Corea del Sur) | Medalla de bronce | Relevo 4 × 10 km |
| Campeonato Mundial |                             |                   |                  |
| Año                | Lugar                       | Medalla           | Prueba           |
| 2015               | Falun (Suecia)              | Medalla de bronce | Relevo 4 × 10 km |
| 2019               | Seefeld (Austria)           | Medalla de bronce | Relevo 4 × 10 km |